# Saint-Maurice-sur-Huisne
Pour les articles homonymes, voir Saint-Maurice.
Saint-Maurice-sur-Huisne est une ancienne commune française, située dans le département de l'Orne en région Normandie. Elle fusionne le 1er janvier 2016 au sein de la commune nouvelle de Cour-Maugis sur Huisne .

## Hydrologie
L'Huisne borde le nord-est du territoire communal.

## Toponymie
Le nom de la localité est attesté sous la forme Saint Morise en 1465.
L'hagiotoponyme Saint-Maurice fait référence à Maurice d'Agaune.
« Localité vouée à saint Maurice située sur l'Huisne » (l'Huisne borde le nord-est du territoire communal).

## Histoire
Province du Perche. Le fief de Perrignes et le moulin d'Yversay, cité dans une charte de 1144, relevaient de la châtellenie de Villeray.
Le 1er janvier 2016, Saint-Maurice-sur-Huisne intègre avec trois autres communes la commune de Cour-Maugis sur Huisne créée sous le régime juridique des communes nouvelles instauré par la loi no 2010-1563 du 16 décembre 2010 de réforme des collectivités territoriales. Les communes de Boissy-Maugis, Courcerault, Maison-Maugis et Saint-Maurice-sur-Huisne fusionnent sans création de communes déléguées et le bourg de Boissy-Maugis est le chef-lieu de la commune nouvelle.

## Politique et administration
| Période                                  | Période       | Identité       | Étiquette | Qualité |
| ---------------------------------------- | ------------- | -------------- | --------- | ------- |
| juin 1995                                | décembre 2015 | Régis Gatineau | SE        |         |
| Les données manquantes sont à compléter. |               |                |           |         |

## Démographie
| 1793 | 1800 | 1806 | 1821 | 1836 | 1841 | 1846 | 1851 | 1856 |
| ---- | ---- | ---- | ---- | ---- | ---- | ---- | ---- | ---- |
| 415  | 357  | 417  | 407  | 433  | 414  | 389  | 403  | 351  |

| 1861 | 1866 | 1872 | 1876 | 1881 | 1886 | 1891 | 1896 | 1901 |
| ---- | ---- | ---- | ---- | ---- | ---- | ---- | ---- | ---- |
| 334  | 324  | 340  | 326  | 292  | 277  | 298  | 280  | 255  |

| 1906 | 1911 | 1921 | 1926 | 1931 | 1936 | 1946 | 1954 | 1962 |
| ---- | ---- | ---- | ---- | ---- | ---- | ---- | ---- | ---- |
| 213  | 195  | 199  | 194  | 186  | 168  | 166  | 146  | 138  |

| 1968 | 1975 | 1982 | 1990 | 1999 | 2008 | 2013 | - | - |
| ---- | ---- | ---- | ---- | ---- | ---- | ---- | - | - |
| 136  | 87   | 98   | 102  | 65   | 72   | 71   | - | - |

## Lieux et monuments
- Manoir des Perrignes du XVe remaniè au XVIe siècle.
- Maison forte de la Mouchetière[7].
- Datant des XVIe, XVIIe et XVIIIe siècles, agrandi au XIXe, le presbytère est accolé à l'église d'origine romane[8].